# Ahmed Mekky

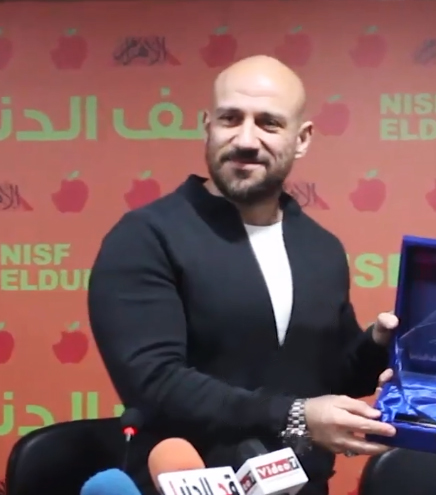
Ahmed Mekky

Ahmed Mekky (arabisch أحمد مكي, DMG Aḥmad Makkī; * 19. Juni 1980 in Oran, Algerien) ist ein ägyptischer Schauspieler, Autor, Regisseur und Rapper.

## Persönliches Leben
Mekky wurde  als Sohn einer ägyptischen Mutter und eines algerischen Vaters geboren. Er wuchs als Junge  im Viertel Talbia of Haram von  Gizeh, Ägypten, auf, wo er seinen ägyptischen patriotischen Songclip Wa'fet Nasyt Zaman drehte. Seine Schwester ist Enas Mekky, eine ägyptische Schauspielerin. Mekky unterbrach seine Karriere für einige Zeit, als bei ihm eine Infektion mit dem Epstein-Barr-Virus (EBV) diagnostiziert  wurde. Er hatte sich mit dem Virus infiziert, als er Wasserflaschen mit seinen Boxkollegen teilte.
Mekky heiratete eine ägyptische Geschäftsfrau, mit der er einen Sohn, Adham, hat. Sie ließen sich 2013 scheiden.

## Karriere
Mekky begann seine Karriere nach seinem Abschluss in der Abteilung für Regie  des „Kairoer Höheren Instituts für Kino“. Mekky begann mit der Regie mehrerer Kurzfilme wie Yabanee Asly (Ein Original Japaner), bevor er 2005 die Regie von El Hassa El Sab'a (Der siebte Sinn) mit Ahmed El-Fishawy führte. Diese Arbeit war eine Adaption eines  Kurzfilms, bei dem Mekky 2003 Regie geführt hatte. Mekky  arbeitete bei mehreren Fernsehproduktionen  mit seiner Schwester Enas Mekky zusammen. Einige dieser Filme waren Lahazat Hariga (Entscheidende Momente) und Tāmar und Schawqīya, in denen er auch die Rolle des Haitham Dabour spielte.
Mekky spielte die Hauptrolle in der ägyptischen Ramadan-Comedyserie El Kabeer Awy, in der er beide Hauptfiguren spielte, zwei Brüder, die um das Erbe ihres verstorbenen Vaters wetteifern. Im Jahr 2013 stellt die dritte Staffel von El Kabeer Awy einen dritten Bruder vor, der ebenfalls von Mekky gespielt wird.

## Musik
Neben seiner Karriere im Kino schrieb Mekky Rap-Songs, die er in Filmen einbaute oder ins Internet hochlud. 2017 veröffentlichte er viele erfolgreiche Hits wie Masr Baldy und Wa’fet Nasyt Zaman. Mekkys Atr Al Hayah aus dem Album Asloh Araby (2012) sampelt Galt MacDermots Kaffee kalt.

## Diskografie

### Alben
- 2012: Asloh Araby

### Singles (Auswahl)
- 2011: Facebooky
- 2012: Atr El Hayah
- 2017: Wa'fet Nasyet Zaman
- 2018: Akhret Al Shaqawa (mit Mahmoud El Leithy)
- 2018: Aghla Men Al Yaqout
- 2022: Akwa Mix (mit WEgz)
- 2023: Wala'na
- 2023: Dawar Benafsk (Teer Enta) (mit Donia Samir Ghanem)
- 2024: Gowak Batal